# Álvaro de Luna y Manrique
Álvaro de Luna y Manrique ( ¿? –1547), fue un noble y militar castellano, titulado IV Señor de Fuentidueña.

## Orígenes familiares
Álvaro de Luna y Manrique, fue hijo de Pedro de Luna y Bobadilla, III Señor de Fuentidueña, y de Aldonza Manrique, hija de Pedro Fernández Manrique y Vivero, II conde de Osorno.

## Biografía
En 1525, contrajo matrimonio con Mencía de Mendoza, una mujer muy arraigada al Señorío de Fuentidueña, no solo por ser hija del III conde de Miranda, señor de la villa de Cuevas de Provanco, sino porque además solía habitar en el palacio que su familia tenía en Fuente el Olmo, donde, además, falleció. Fue ella quien ordenó en 1540 en su testamento que a su muerte, ocurrida al año siguiente sin llegar a heredar el señorío, se fundase un hospital en la Villa con los tres mil florines de arras que tenía, el hoy arruinado de la Magdalena, para acoger en él a los enfermos y pobres del alfoz que lo necesitasen. Igualmente, había mandado ser enterrada en la capilla mayor del Convento de San Francisco de Fuentidueña.
En 1547, Aldonza de Luna y Manrique solicitó ante la Real Chancillería de Valladolid que Antonio de Luna y Valois le restituyera el Señorío de Fuentidueña junto al resto de los bienes de su padre y su hermano, por lo que deducimos que Álvaro de Luna y Manrique había fallecido no mucho antes.

## Muerte y sepultura
Álvaro de Luna y Manrique falleció en fecha desconocida y probablemente recibió sepultura en el convento de San Francisco de Fuentidueña.

## Matrimonio e hijos
Álvaro de Luna y Manrique contrajo matrimonio con Mencía de Mendoza, hija del III conde de Miranda, señor de la villa de Cuevas de Provanco, con la que no tuvo ningún hijo.
| Predecesor: Pedro de Luna y Bobadilla | Señor de Fuentidueña 1542 - 1547 | Sucesor: Álvaro de Luna y Bobadilla |